# Stadio Romeo Menti (Castellammare di Stabia)
Stadio Romeo Menti – stadion sportowy w Castellammare di Stabia (Włochy). Na co dzień gra tutaj klub piłkarski - SS Juve Stabia. Stadion może pomieścić 10 400 osób i został otwarty w 1984 roku.